# Kompensacja przyrodnicza
Kompensacja przyrodnicza (łac. compensatio - równoważenie) – procedura zdefiniowana w ustawie Prawo Ochrony Środowiska jako "zespół działań (...) prowadzących do przywrócenia równowagi przyrodniczej na danym terenie, wyrównania szkód dokonanych w środowisku przez realizację przedsięwzięcia i zachowania walorów krajobrazowych". Powinna być stosowana zawsze, jeżeli w wyniku realizacji przedsięwzięcia powstają negatywne oddziaływania na środowisko.
Szczególnym przypadkiem jest procedura jej stosowania w przypadku obszarów Natura 2000. Zgodnie z ustawą z dn. 16 kwietnia 2004 r. o ochronie przyrody, procedura ta stosowana jest w wyjątkowym przypadku, gdy  z koniecznych przyczyn nadrzędnego interesu publicznego i wobec braku możliwości zastosowania rozwiązań alternatywnych, zezwala się na realizację planu lub przedsięwzięcia, które może mieć negatywny wpływ na siedliska przyrodnicze oraz gatunki roślin i zwierząt, dla których ochrony został wyznaczony lub zaprojektowany obszar Natura 2000. Dokonanie kompensacji jest wówczas obligatoryjnym warunkiem zgody na realizację takiego przedsięwzięcia. Kompensacja musi być wykonana przed realizacją przedsięwzięcia i musi być odpowiednia do strat powodowanych przez przedsięwzięcie (w praktyce musi odtwarzać kilkakrotnie większą powierzchnię siedlisk niż jest niszczona). Program działań kompensacyjnych musi być uzgodniony z Komisją Europejską, Miejsce realizacji działań kompensacyjnych musi w wyniku tych działań uzyskać walory kwalifikujące do włączenia go do sieci Natura 2000 i musi być wyznaczone jako obszar Natura 2000.
Według stanowiska Krajowej Komisji ds. Ocen Oddziaływania na Środowisko

Kompensacja przyrodnicza zawsze powinna być poprzedzona dokładną analizą wszystkich możliwych wariantów wykonania przedsięwzięcia i wybraniem spośród nich rozwiązania najbardziej korzystnego dla środowiska, a także określeniem działań minimalizujących negatywny wpływ przedsięwzięcia na środowisko. Natomiast nigdy kompensacja przyrodnicza nie powinna być środkiem, który stosuje się tylko po to, by umożliwić realizację przedsięwzięcia.

Zgodnie z art. 75 ustawy Prawo Ochrony Środowiska kompensacja przyrodnicza może być realizowana tylko wówczas, gdy "ochrona elementów przyrodniczych nie jest możliwa".
Realizacja kompensacji przyrodniczej powinna zapewnić spójność i właściwe funkcjonowanie sieci obszarów Natura 2000. 

Termin spójność obszaru Natura 2000 generalnie oznacza spójność struktury ekologicznej i funkcji w obrębie całego obszaru Natura 2000 lub w obrębie siedlisk, kompleksu siedlisk lub populacji gatunków, ze względu na które dany obszar został włączony lub jest proponowany do włączenia do sieci Natura 2000. Kompensacja ma zatem zapewnić zachowanie równowagi przyrodniczej, jak największej naturalnej odporności na zmiany (degradację) i zdolności do regeneracji. Kompensacja przyrodnicza powinna korespondować z zakładanymi stratami, a ponadto należy bezwzględnie wykazać jej zasadność oraz skuteczność mając na względzie spójność danego obszaru.

Odrębnym zagadnieniem jest określone także w ustawie Prawo Ochrony Środowiska postępowanie kompensacyjne, realizowane w sytuacji, gdy przedsięwzięcie, wymagające wydania pozwolenia na wprowadzanie gazów lub pyłów do powietrza, planowane jest obszarze, na którym zostały przekroczone standardy jakości powietrza.
Odrębnym zagadnieniem są także tzw. działania kompensacyjne, podejmowane w przypadku zaistnienia tzw. szkody w środowisku. Są one "kompensacją" czasu, jaki upłynął od spowodowania szkody do jej naprawienia, i przez jaki elementy środowiska nie mogły spełniać swoich funkcji.